# Mipham

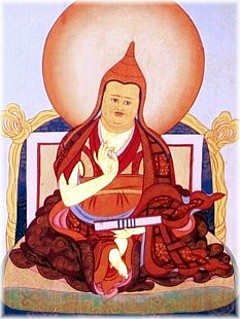
"Cuando un dedo apunta a la luna, el ignorante observa al propio dedo. Los necios, que están apegados sólo al lenguaje,pueden pensar que comprenden, pero no será fácil". Mipham, 1885.

Jamgon Ju Mipham Gyatso (“Mipham el Grande”, 1846–1912) nació en una familia aristocrática en 1846 en Kham, una provincia del Tíbet oriental. Su nombre, Mipham Gyatso, significa Océano inconquistable. Mipham es tal vez el más grande polígrafo que produjo el Tíbet, un Leonardo da Vinci tibetano. Sus escritos cubren todas las ciencias conocidas en su medio. En términos tradicionales es un Mahapandita que ha dominado las diez ciencias de las artes y técnicas; las ciencias de la salud, lengua, lógica y epistemología, soteriología, poesía, lexicología, prosodia, dramaturgia, y astrología. 
Tanta fue la realización que alcanzó como académico y meditador que fue entronizado como una emanación de Manjusri, el bodhisattva de la sabiduría. Como tal, se le pidió que compusiera una exposición definitiva de la visión filosófica de la escuela Nyingma.Esta nunca se había sistematizado como en las otras tres escuelas del budismo tibetano, y como resultado era vulnerable a los ataques de los académicos adversarios de la misma.
De acuerdo a lo solicitado, Mipham Rinpoche compuso importantes textos tanto sobre las enseñanzas del Sutra como del Vajrayāna tal como se las entendía en la tradición Nyingma, escribiendo en forma particularmente extensa acerca del dzogchen. Se dice que compuso estos vastos textos sin esfuerzo. Sus escritos revitalizaron enormemente a la escuela Nyingma, y Mipham pronto se convirtió en uno de los lamas más renombrados del Tíbet, atrayendo discípulos de todas las tradiciones, muchos de los cuales devinieron transmisores de su linaje. Fue así una de las figuras principales del movimiento no-sectario (Rime) del siglo XIX en Tíbet.Los trabajos de Mipham fueron adoptados como textos básicos de estudio no solo en la escuela Nyingma sino también en la Kagyu. Ocupan un lugar central en todos los monasterios y colegios monásticos (shedra) de los Nyingma. Se lo considera, junto con Longchenpa, la fuente de la doctrina Nyingmapa.

## Obras de Mipham traducidas al castellano
- Distinguir los Fenómenos y el Ser Auténtico. Maitreya, comentario de Mipham Rinpoche, Ed. Chabsol, 2006 ISBN 84-932698-6-7
- Calma y claridad Ediciones La Llave, Alava 2002, ISBN 978-84-95496-18-8
- Mo, el sistema de adivinación tibetano EDAF, Madrid 2001 ISBN 978-84-414-0913-2